# Parque nacional de Magura
El parque nacional Magura (en polaco: Magurski Park Narodowy) es un parque nacional situado en el sureste de Polonia, cerca de Eslovaquia, en el límite entre los voivodatos de Pequeña Polonia y el de Subcarpacia. Cubre la parte principal de la cuenca alta del río Wisloka. Cuando el parque fue creado en 1995 cubrió 199,62 km², aunque ahora sólo tiene 194,39 kilómetros cuadrados, de los cuales 185.31 km² corresponde a bosques.
El parque toma su nombre del macizo conocido como Magura Wątkowska, que después de Wątkowa, es su pico más alto. Magura es también el nombre del segundo pico más alto de este macizo.